# Soucé
Soucé é uma comuna francesa na região administrativa da Pays de la Loire, no departamento de Mayenne. Estende-se por uma área de 6,67 km². Em 2010 a comuna tinha 169 habitantes (densidade: 25,3 hab./km²).